# Економічний розвиток
Економічний розвиток — поняття економічної науки, що позначає перехід від одного етапу економіки до іншого, при якому в новому періоді не тільки збільшується виробництво тих самих товарів і послуг, що вже вироблялися раніше, а відбувається й виробництво нових товарів і послуг з використанням нових технологій порівняно з попереднім періодом.

## Сутністні критерії
Немає загальноприйнятного визначення економічного розвитку, проте його пов'язують з економічним зростанням, заснованим на збільшенні виробничого потенціалу.